# 互花米草
互花米草（学名：Sporobolus alterniflorus），又称为平滑网茅，为禾本科鼠尾粟屬下的一个种。
原生于北美洲大西洋沿岸的潮间带泥滩，本种与其杂交种后代大米草（Sporobolus anglicus）起初被引入世界各地充作保护泥滩用途，但由于繁殖力、排他性强，破坏当地原有的生态系统，而成为入侵物种。

## 形态特征
多年生草本植物，地下部由短而细的须根和根状茎组成。根系发达，通常布于地深30厘米左右，最深可达100厘米。植株茎秆坚韧、直立，高1-3米，茎节具叶鞘，叶腋有腋芽。叶片互生，长披针形，具盐腺，叶表有白色粉状的盐霜出现。圆锥花序长20-45厘米，柱头呈羽毛状，雄蕊3个，花粉黄色。

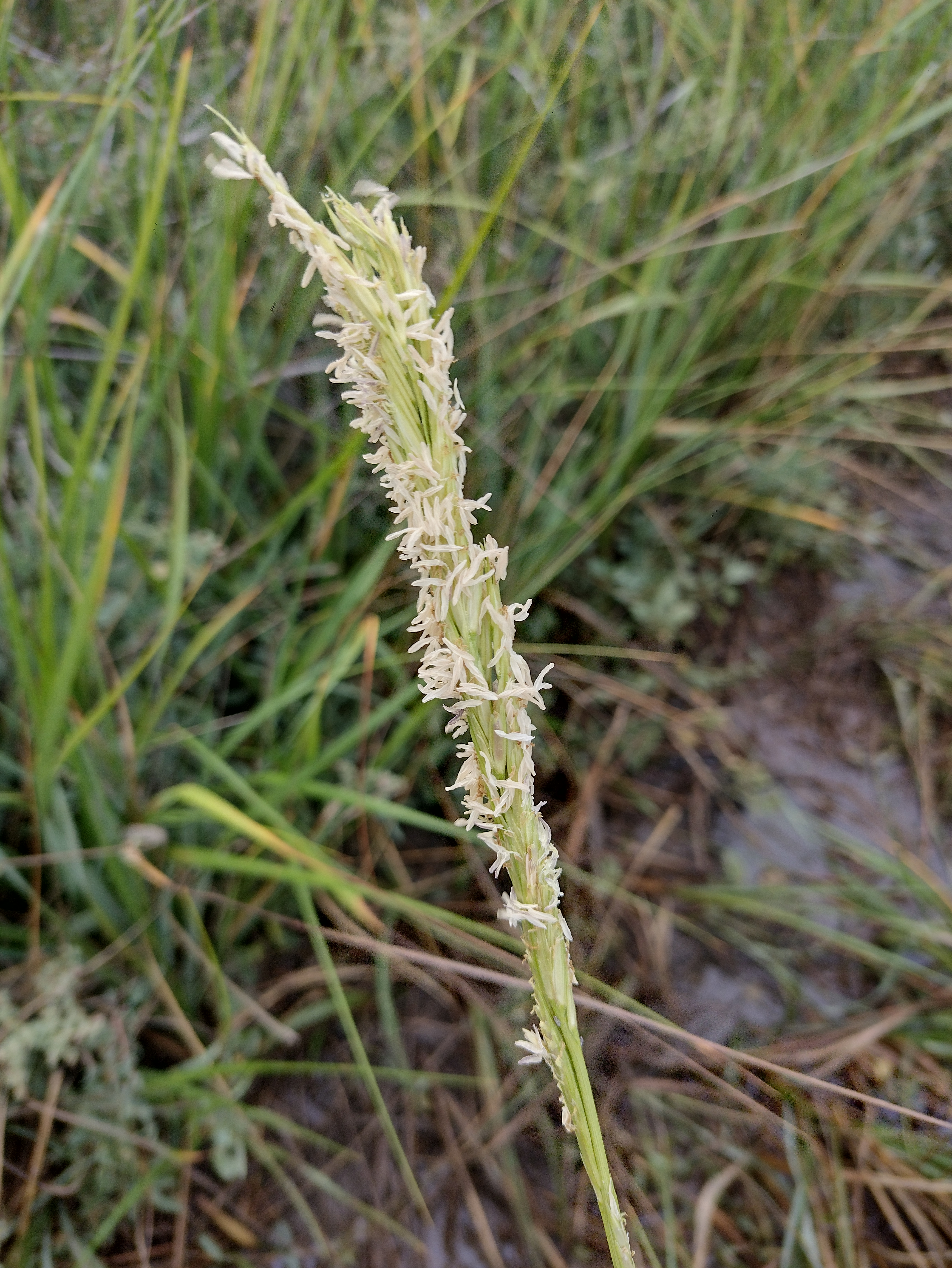
互花米草的圆锥花序
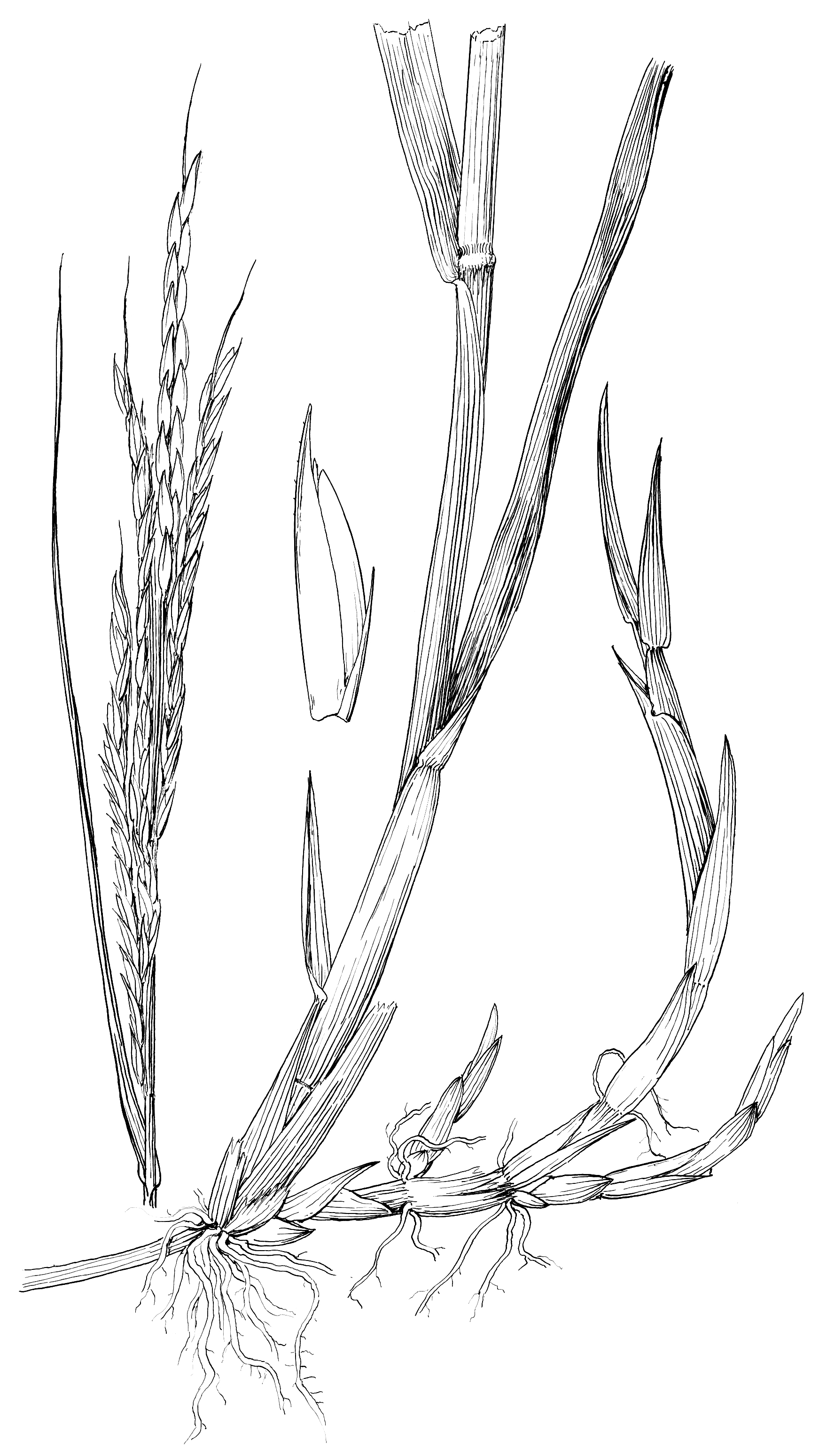
互花米草的墨线图，展示其颖果、匍匐茎与根系

## 生理特征
互花米草的光合作用途径被认为是C4途径或C3到C4途径之间的过渡型，其光合效率介于典型的C3植物和C4植物之间。由于光饱和点较低，互花米草的生产力高于许多其他生长在盐沼当中的植物，为其提供了一定竞争力。

## 分类
本种最初被归类为米草属（Spartina），但Peterson等人对鼠尾粟亚族的物种进行基于DNA的系统分析，表明米草属并非一个单系群，因此建议将本属并入鼠尾粟属，在2014年以后已知米草属是鼠尾粟属的异名，然而，仍然有植物学家坚持沿用该属名。

## 入侵情况

### 中国大陆
中国大陆最早以进行保滩促淤等环境工程为目的，于1979年首次以种子和无性系分株的形式引入互花米草到南京大学，这些互花米草来自美国的北卡罗来纳州、佐治亚州和佛罗里达州，于1980年被引入罗源进行试验。

### 台湾
曾因經濟效益而引入互花米草，但近年來在某些地方成了害草，下列是互花米草造成危害的例子：
- 金門縣浯江溪出海口大片潮間帶遭互花米草覆蓋而漸陸化。
- 新北市淡水河兩岸高灘地遭互花米草入侵，危害紅樹林等原生種的棲息地。
- 台中市高美濕地生態受嚴重影響並造成濕地陸化。

## 控制手段

### 物理手段
防治互花米草的物理手段包括了挖根並絞碎、围堰水淹、火燒、翻耕，刈割等。其中围堰水淹经常与翻耕和刈割联合使用。

### 化學控制
主要使用草甘膦和咪唑煙酸（灭草烟）这两种除草剂，兩種混合使用達最大效果，此外还可以使用吡氟氯禾灵（盖草能）、草铵膦等除草剂。但是其效果也受到潮汐和降水量的影响，一般而言，潮淹、降雨较少的地方使用效果更好。

### 生物控制
包括食草動物光蟬、在互花米草的莖桿鑽孔的飛蠅幼蟲等，但这些昆虫对互花米草均不具备专食性，使用时需要谨慎。
這些方法要因地制宜，並且綜合取得最好的結果，才能有效的控制互花米草的生長，又不致於本末倒置。

## 扩展阅读
- 維基物種上的相關：互花米草